# Driver de dispositivo
Na informática, a função de um driver de dispositivo ou controlador de dispositivo é aceitar requerimentos abstratos do software independente do dispositivo acima dele e cuidar para que a solicitação seja executada, permitindo que o software interaja com o dispositivo.
Um driver não é um processo ou tarefa (programa) gerido independentemente pelo sistema, mas sim um conjunto de tabelas contendo informações sobre cada periférico, bem como os fluxos de informação circulante entre o computador e o periférico. Pode ser visto em alguns casos como parte do processo que está em execução.

## Propósito
Um driver de dispositivo simplifica a tarefa da aplicação atuando como um tradutor entre o dispositivo e as aplicações ou o sistema operacional. O código de alto nível das aplicações pode ser escrito independentemente do dispositivo que será utilizado. Qualquer versão de um dispositivo, como uma impressora, requer os seus próprios comandos. Entretanto, a maioria das aplicações acedem aos dispositivos usando comandos genéricos de alto-nível, como print, que imprime um texto. O driver converte esses comandos genéricos e converte para um código de baixissimo-nível interpretado pelo dispositivo.
Em uma melhor tradução: um driver (do verbo to drive) opera ou controla um hardware, ou seja, é o meio de comunicação do hardware. Já o drive (sem r) é justamente o dispositivo conectado ao USB. Um pen drive ou hd externo,por exemplo onde o driver ira faze-los funcionar.

## O que são?
Drivers são pequenos programas que fazem a comunicação entre o Sistema Operacional de sua máquina e o Hardware. Temos como exemplos de Hardware (impressora, mouse, placas de vídeo e rede,som, monitor, pen-drives, etc...) e exemplos de Sistemas Operacionais (Windows, Linux, Ubuntu, MS-DOS, Unix, FreeBSD, OSX, etc...).
O Sistema Operacional na sua máquina recebe as instruções contidas no driver, processa-as e, a partir daí, sabe como fazer para se comunicar com o Hardware. Tendo como exemplo a impressora, ao instalar o Driver (etapa em que vemos em outro artigo), seu Sistema Operacional passa a saber em que porta ela se localiza, se ela está ou não ligada, se possui papel, de que forma os dados a serem impressos chegarão até ela, se a impressão é em preto ou colorida, entre outras coisas.
Então, podemos afirmar que sem o Driver, nenhum Hardware poderá funcionar, pois sem ele não haveria comunicação entre os equipamentos.
Nos sistemas operacionais já existe uma biblioteca de drivers genéricos que permitem o funcionamento de itens básicos, como mouse, teclado e monitor, mas componentes de hardware mais avançados necessitam de drivers específicos para seu funcionamento sendo eles distribuídos pela fabricante do hardware.